# Kodima
Kodima (Кодіма, Рідна земля) — періодичне видання вепською мовою в Республіці Карелія. Редакція газети розташована в м. Петроскої. Заснована 1993-го року.

## Специфіка
Газета є єдиним у світі періодичним виданням вепського народу, при чому половина матеріалів виходить російською мовою. Основна тематика видання — відродження вепської нації, популяризація країни Вепсанма у світі. Щоправда, більшість вепсів проживає поза межами Республіки Карелія — у Вологодській та Ленінградській області, але газета об'єктивно орієнтована на карельський, північний анклав вепських територій, зокрема Вепську національну волость.
Публікуються літературні твори, фоторепортажі.
Періодичність — 1 раз на місяць. Обсяг — 4 шпальти формату АЗ (спецвипуски повнокольорові).

## Історія
Публікації вепською мовою почалися на початку 1990-х років у районній газеті Подпорозького району Прионежье. Окрема газета виникла в квітні 1993 на вимогу Товариства вепської культури. Редакція сформована при державному видавництві «Періодика», а відтак увесь час на утриманні уряду Республіки Карелія. Редакторами газети були Наталія Зайцева, Мікуль Фомінан, вепський поет Мікуль Абрамов. Зараз — Марина Ґініятулліна.